# Ricardo Insausti
Ricardo Insausti Serrano (Pamplona, 1954-Albacete, 26 de diciembre de 2024) fue un médico neurocirujano español, experto mundial sobre el diagnóstico precoz del alzeheimer, y primer catedrático de la Universidad de Castilla-La Mancha.

## Biografía
Ricardo nació en Pamplona, tras licenciarse y doctorarse en Medicina y Cirugía en ia Universidad de Navarra, completó su formación académica con estudios de postgrado en diversas universidades europeas y norteamericanas —Universidad Erasmo de Róterdam, Universidad de Oxford, Universidad de Ámsterdam, Universidad de Tubinga y Universidad de California en San Diego—, y en varios centros de investigación —Instituto Salk (La Jolla, San Diego) y el MIND Institute en Sacramento (California).
Concluida su formación universitaria, y después de su periodo docente en la Universidad de Navarra como profesor de Anatomía,viajó con su mujer y sus cuatro hijos, a Albacete, donde se incorporó a la Universidad de Castilla-La Mancha (1998). Allí fue el primer catedrático de Anatomía y Embriología Humana de su Facultad de Medicina en el campus manchego. Desde allí, el doctor Insausti consiguió junto con su equipo, un acuerdo económico con la Universidad de Pensilvania (Filadelfia), que triplicó cualquier línea de financiación española, hasta 2027. En julio de 2024, la revista Nature Communications publicó los avances conseguidos por el grupo liderado por el doctor Insausti en la UCLM en coordinación con la Universidad de Pensilvania en relación a la detección temprana del alzhéimer.
Esta experiencia le proporcionó una base sólida para avanzar en su trabajo sobre el cerebro humano y las enfermedades neurodegenerativas.
Falleció en Albacete, el 26 de diciembre de 2024, como consecuencia de un cáncer.

## Premios
- Premio Mnemósine (2023), otorgado por la asociación AFA.[8]